# Керем Актуркоглу
Керем Актурколгу (тур. Muhammed Kerem Aktürkoğlu) је турски професионални фудбалер који игра на позицији левог крила и нападачког везног за клуб из португалске лиге Бенфику и репрезентацију Турске.

## Играчка каријера

### Клубови
Актуркоглу је каријеру започео у Башакшехировој омладинској академији, а био је позајмљен Бодрумспору. Затим је провео неколико сезона у аматерској ТФФ Трећој лиги, пре него што је постао стабилан првотимац у Ерзинџанспору. у сезони 2019/20 и постигао 20 голова у 34 утакмице.
Актуркоглу је прешао у Галатасарај 2. септембра 2020. године. Професионално је дебитовао у Галатасарају у утакмици Суперлиге 1–1 са Кајзериспором 23. новембра 2020. године.
Једини забележен неспоразум је имао 16. августа 2021. годдине када је био умешан у неспоразум и физички обрачун са саиграчем Маркаом током утакмице против Гиресунспора.
Актуркоглу је постао шампион Супер лиге у сезони 2022–23 са тимом Галатасараја. Поразивши Анкарагуцу резултатом 4–1 у гостима у мечу одиграном у 36. недељи 30. маја 2023, Галатасарај је обезбедио вођство 2 недеље пре краја и освојио 38. шампионат у својој историји.

### Репрезентација
Актуркоглу је дебитовао за репрезентацију Турске 27. маја 2021. у пријатељској утакмици против Азербејџана.
Дана 7. јуна 2024. именован је у тим Турске од 26 играча за УЕФА Еуро 2024. а већ 18. јуна постигао је трећи гол Турске у победи од 3–1 против Грузије у уводној утакмици Европског такмичења.